# 피에트로 토리시

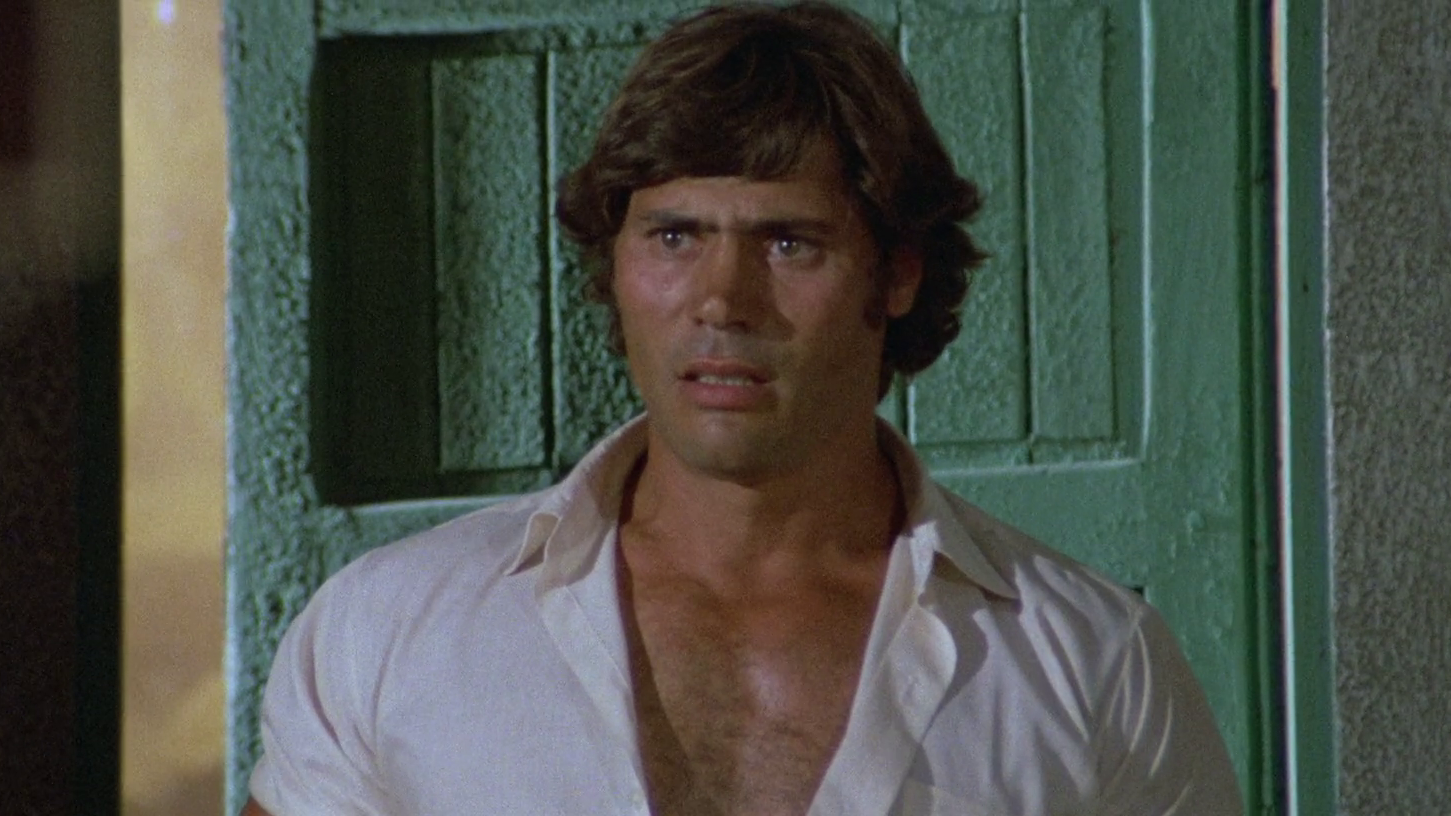

피에트로 토리시(Pietro Torrisi, 1940년 1월 20일 ~ )는 이탈리아의 배우, 영화배우이다.
카타니아에서 태어났다.

## 영화
- 뽀빠이 (1980년)
- 울프맨 (1976년)
- 내 이름은 상하이 조 (1972년)
- 로이 콜트와 윈체스터 잭 (1970년)
- Il Tempo Degli Avvoltoi (1967년)
- 다섯 마녀 이야기 (1967년)